# 写譜屋
写譜屋（しゃふや）は、楽譜を書き写す、または楽譜制作ソフトウェアで清書する職業を指す。

## 仕事内容
- 作曲家が書き下ろした楽譜を清書し、またパート毎にパート譜を書き起こす。
- 手書きの楽譜を楽譜制作ソフトを使用して入力し直す。
- 初演作品などの場合は練習に立会い、仕上げた楽譜のチェックを行う。

## 特徴
- 写譜業の営業形態は法人から個人まで幅広い。写譜業を行う上での音楽的素養としてソルフェージュ能力が必要とされる。写譜技術に関しては、演奏者が読みやすいという観点が重視される。また、演奏者による好みが考慮される場合もある。
- 近年はFinaleやSibelius、Doricoなどのコンピューター楽譜プログラムの発達・普及により、作曲者がパート譜の制作を自分で行う場合が増えている。